# Granadino
Granadino  est le nom du taureau qui a blessé mortellement le torero espagnol Ignacio Sanchez Mejias.

## Description
Ignacio Sanchez  revient dans les arènes en 1934 après s'être retiré depuis 1927. Il remplace Domingo Ortega à Manzanares (Ciudad Real), le 11 août.
Le taureau "Granadino", petit, peureux avec de grandes cornes le prend d'un coup de corne à la cuisse droite  au début de sa faena de muleta alors qu'il exécutait une passe à l'estribo. La blessure n'était pas mortelle, mais Sanchez  Mejias refusant d' être opéré, la gangrène  s'est déclarée  et il meurt deux jours plus tard.
Bruno Doucey y fait référence dans son livre Federico Garcia Lorca : Non au franquisme